# بخش مرکزی شهرستان تفرش
بخش مرکزی شهرستان تفرش یکی از دو بخش شهرستان تفرش در استان مرکزی ایران است.

## تقسیمات کشوری
- دهستانهای بخش مرکزی شهرستان تفرش:
  - دهستان بازرجان
  - دهستان خرازان
  - دهستان رودبار

نقطه شهری: تفرش

## جمعیت
بنابر سرشماری مرکز آمار ایران، جمعیت بخش مرکزی شهرستان تفرش در سال ۱۳۸۵ برابر با ۲۵۵۰۷ نفر بوده است.

## روستاها
این بخش دارای ۷۶ روستا است: